# Nombre de Dios (Panama)

Kaart met de belangrijkste landroutes in de Spaanse tijd

Nombre de Dios is een kleine plaats in de provincie Colón van Panama, gelegen in het noorden van het land aan de Caribische Zee.

## Geschiedenis
De plaats werd in 1502 verkend door Christoffel Columbus tijdens zijn vierde reis, hij noemde het Bastimentos. In 1510 werd hier een kolonie gesticht door Diego de Nicuesa die het de huidige naam gaf. Het was geen succes en in 1519 werden nieuwe kolonisten aan wal gezet om het contact met de Panamese zuidkust te bewerkstelligen. Nombre de Dios is de oudste en permanent bewoonde Europese nederzetting op het vasteland van Amerika.
Tussen 1540 en 1580 was het een belangrijke verzamel- en havenplaats voor de Spaanse Zilvervloot. Na de opening van de Potosí zilvermijnen in 1546, werd het zilver naar Panama-Stad vervoerd. Hier werden de schepen gelost en het zilver opgeslagen. Zodra bericht kwam dat de vloot was gearriveerd werd de kostbare lading werd over de Camino Real met muilezels over de landengte van Panama naar Nombre de Dios gebracht. 
De plaats kwam tot leven wanneer de Spaanse schepen voor de kust arriveerden. Zij brachten goederen, zoals wijn en olijven, uit Spanje mee. Deze werden gelost en verder naar het zuiden getransporteerd. De retourlading bestond voornamelijk uit zilver. Vanuit hier vertrokken de schepen voor de thuisreis naar Spanje. Zodra de schepen afgezeild waren, vertrokken de meeste handelaren weer.
De locatie was geen goede keuze, Nombre de Dios lag dicht in de buurt van een ongezond moeras en de bevolking kampte met veel gezondheidsproblemen. Verder was het ook moeilijk te verdedigen tegen kapers en piraten. In juni 1572 plunderde de Engelse kaper Francis Drake de plaats en in april 1573 lokte hij een konvooi van muilezels in een hinderlaag en maakte een fortuin aan edelmetalen buit. Drake plunderde de plaats opnieuw in 1595. Deze keer viel de buit tegen, de waardevolle zaken lagen nog aan de zuidkust van Panama. Na deze laatste aanval gaven de Spanjaarden de voorkeur aan Portobelo als hun Caribische haven.
In 1580 werd Veracruz in het huidige Mexico een belangrijkere haven. De Mexicaanse zilverproductie nam gestaag toe, terwijl de Zuid-Amerikaanse productie na 1700 sterk terugliep. Tegen 1600 was Nombre de Dios zo goed als verlaten door de Spanjaarden. Het dorp bestaat nog steeds, maar met minder inwoners dan in de 16e eeuw. 